# Baarin (dialeto)
Baarin (escrita mongol ᠪᠠᠭᠠᠷᠢᠨ} Baγarin, escrita chinesa 巴林 Bālín' ') é um dialeto de mongol falado principalmente na Mongólia Interior

## Localização e classificação
Baarin é falado na Bandeira Direita de Baarin e na Bandeira Esquerda de Baarin, Bandeira Ar Khorchin e Bandeira Ongniud de Chifeng (Ulanhad) e na Bandeira Jirin de Tongliao na Mongólia Interior. Foi agrupada com Mongol Khorchin eMongol Kharchin  ou como uma variante intermediária entre esses dois por um lado e Mongol Chakhar, Mongol Khalkha  e Mongol Ordos no outro lado. Por outro lado, faz parte do ramo Mongol do Sul no que diz respeito as ua língua padrão e, portanto, foi agrupado em tal variedade também.

## Escrita
A língua usa a escrita mongol tradicional com 30 letras

## Fonologia
Baarin tem 11 fonemas vogais curtos /ɑ, ə, i, ɔ, ʊ, o, u, ɛ, œ, ʏ, y/ e as vogais longas correspondentes. Os fonemas consoantes são /m, n, ŋ, p, pʰ, t, tʰ, tʃ, tʃʰ, x, k, s, ʃ, l, j, r, w/. Isto é, como em Khalkha e Khorchin, o contraste básico de fonação em plosivas e africadas é baseado em aspiração]], não em voz (fonética. Isso inclui até /k/. Em contraste com Khalkha e semelhante a Khorchin, as consoantes palatizadas já perderam seu status de fonema e o transmitiram aos novos fonemas vocálicos /ɛ, œ, ʏ, y/.

### Vogais
|         | Anterior          | Central | Posterior   |
| ------- | ----------------- | ------- | ----------- |
| Fechada | i [i] y [y] ʏ [ʏ] |         | u [u] ʊ [ʊ] |
| Medial  |                   | ə [ə]   | o [o]       |
| Aberta  | [ɛ] œ [œ]         | a [ɑ]   | ɔ [ɔ]       |

Os vogals barin podem ser longas. Na posição final, /-n/ nasaliza o vogal precedente:
ʊlɑːn, vermelho, é pronunciado ʊlɑ̃ː

### Consoantes
|           |           | Bilabial | Dental | Lateral | Palatal  | Velar  |
| --------- | --------- | -------- | ------ | ------- | -------- | ------ |
| Oclusiva  | Surda     | b [b̥]    | d [d̥]  |         |          | g [g̥]  |
| Oclusiva  | Aspirada  | p [pʰ]   | t [tʰ] |         |          | k [kʰ] |
| Fricativa | Fricativa |          | s [s]  |         | ʃ [ʃ]    | x [x]  |
| Africada  | Surda     |          |        |         | dʒ [d̥͡ʒ̥]  |        |
| Africada  | Aspirada  |          |        |         | tʃ [t͡ʃʰ] |        |
| Nasal     | Nasal     | m [m]    | n [n]  |         |          | ŋ [ŋ]  |
| Líquidas  | Líquidas  |          | r [r]  | l [l]   |          |        |
| Semivogal | Semivogal |          |        |         | j [j]    |        |

- Alofones:

A oclusiva sonora [g] é fricativizada [ɣ], entre dois vogais posteriores. Antes de [tʃ], [ʃ] e [t], torna-se [x]
tɔgɔ, pot, é tʰɔɣɔ
bagʃ, professor, é pɑxʃ

## Morfologia
O caso acusativo assume a forma /i/, por exemplo /xəli/ 'linguagem-Acc'. O caso genitivo, por outro lado, tende a conter um /n/, mas ainda é baseado em /i/. Devido a isso, homofonia com o acusativo pode ocorrer em alguns casos, por exemplo. ternə (acusativo e genitivo do demonstrativo distal), mas não əni (acusativo proximal) vs. ənni (genitivo proximal). Não há caso alativo nenhum cognato do antigo caso sociativo, mas um caso adicional em -tar < dotura 'dentro' com bastante significado estreito foi assumido.